# Uście Biskupie (gmina)
Uście Biskupie – dawna gmina wiejska w powiecie borszczowskim województwa tarnopolskiego II Rzeczypospolitej. Siedzibą gminy było Uście Biskupie.

## Historia
Gminę utworzono 1 sierpnia 1934 r. w ramach reformy na podstawie ustawy scaleniowej z dotychczasowych gmin wiejskich: Chudykowce, Filipkowce, Horoszowa, Michałków i Uście Biskupie.
18 marca 1938 przyznano Marszałkowi Edwardowi Śmigłemu-Rydzowi honorowe obywatelstwo gminy.
Od września 1939 do lipca 1941 gmina znajdowała się pod okupacją ZSRR, a 1 sierpnia 1941 weszła w skład Generalnego Gubernatorstwa i nowo utworzonego dystryktu Galicja, gdzie jednocześnie została zniesiona przez włączenie do nowo utworzonej gminy Mielnica w powiecie czortkowskim (Kreishauptmannschaft Czortków).
Po II wojnie światowej obszar dawnej gminy został wcielony do Ukraińskiej SRR.